# Канат (рассказ)
«Канат» — рассказ русского писателя Александра Грина, написанный и опубликованный в 1922 году.

## Сюжет
Главный герой рассказа одержим манией величия, он считает себя могущественным бессмертным и называется именем Амивелех. Однажды он встречает удивительно похожего на себя человека и понимает, что перед ним «князь мира сего, вечный и ненавистный враг». Двойник представляется канатоходцем Марчем и убеждает Амивелеха выступить вместо него, пройдя по канату над площадью. Тот принимает вызов. В начале выступления Амивелех представляет себя опытным канатоходцем Марчем и уверенно шагает по канату. В то же время он проникается чувствами толпы наблюдающих за ним зрителей. В момент кульминации представления, когда зрители ждут от канатоходца исполнения какого-либо рискованного трюка, Амивелех собирается отбросить притворство и сойти с каната, ступая по воздуху, чтобы окончательно доказать своё превосходство над Марчем. Но отвлёкшись на возникшую из-за карманной кражи суматоху в толпе, герой внезапно осознаёт, что на самом деле он — чиновник торговой палаты Вениамин Фосс. Теперь ему представляется, что толпа зрителей жаждет увидеть его падение и гибель. В ужасе Фосс срывается с каната, но ассистенты Марча ловят его страховочной сетью.
Начинается расследование, во время которого Фоссу приходится доказывать, что он не Марч, поскольку последний бесследно исчез. Выясняется, что тот был шантажистом, а его жизнь была застрахована на крупную сумму. Фосс приходит к выводу, что Марч собирался выдать гибель безумного двойника за собственную, получить страховку через жену и начать новую жизнь под другим именем. Несмотря на это, впоследствии Фосс вспоминает о Марче с благодарностью, так как после переживаний на канате его мания величия прошла. Облик Марча (на портрете в старом журнале «Вестник цирковых деятелей») больше не кажется Фоссу дьявольским.

## Публикация и оценки
Рассказ был написан в 1922 году и увидел свет тогда же в составе авторского сборника «Белый огонь» — первой изданной после революции книги Александра Грина. Литературовед Алексей Варламов считает «Канат» одним из лучших рассказов в этом сборнике. Он видит в образе Амивелеха заметное влияние ницшеанства, «безумных героев» Николая Гоголя и Владимира Соллогуба. Варламов отмечает, что в этом рассказе появляются характерные для Грина мотивы: переход из одного состояния в другое, противостояние героя и толпы.